# Toxicity (àlbum)
Toxicity és el segon disc d'estudi del grup de Metal Alternatiu, System of a down. Llançat el 4 de setembre de 2001 per American Recordings, va tenir un gran èxit internacional i va donar a conèixer la banda a tot el món, més que mai.
El disc Toxicity conté els senzills Chop Suey!, Aerials i Toxicity. El disc fou número u del Billboard estatunidenc l'any 2001 i va ser el disc més escoltat després dels atemtats de l'11 de setembre de Nova York. Va vendre 6 milions i mig de còpies en tot el món, va ser multi-plati als Estats Units, va rebre molt bones crítiques (segons la crítica i molts fans, el millor àlbum de la banda fins avui en dia) i fou nominat el'any 2003 al Grammy a la Millor actuació de hard rock per Aerials i l'any 2002 a la Millor actuació de metal per Chop Suey!.

## Llista de cançons
1. "Prison Song" – 3:21
2. "Needles" – 3:11
3. "Deer Dance" – 2:56
4. "Jet Pilot" – 2:06
5. "X" – 2:01
6. "Chop Suey!" – 3:31
7. "Bounce" – 1:55
8. "Forest" – 4:02
9. "ATWA" – 2:56
10. "Science" – 2:43
11. "Shimmy" – 1:51
12. "Toxicity" – 3:38
13. "Psycho" – 3:48
14. "Aerials" – 6:11

Toxicity Bonus CD
CD1
1. "Prison Song" – 3:21
2. "Needles" – 3:11
3. "Deer Dance" – 2:56
4. "Jet Pilot" – 2:06
5. "X" – 2:01
6. "Chop Suey!" – 3:31
7. "Bounce" – 1:55
8. "Forest" – 4:02
9. "ATWA" – 2:56
10. "Science" – 2:43
11. "Shimmy" – 1:51
12. "Toxicity" – 3:38
13. "Psycho" – 3:48
14. "Aerials" – 6:11

CD 2
1. "Toxicity (vídeo)
2. "Chop Suey! (live)-(vídeo)
3. "Prison Song (live)-(vídeo)
4. "Bounce (live)-(vídeo)